# Лейк-Шервуд (Вісконсин)
Лейк-Шервуд (англ. Lake Sherwood) — переписна місцевість (CDP) в США, в окрузі Адамс штату Вісконсин. Населення — 357 осіб (2020).

## Географія
Лейк-Шервуд розташований за координатами 44°12′23″ пн. ш. 89°47′17″ зх. д. / 44.20639° пн. ш. 89.78806° зх. д. (44.206264, -89.788058).  За даними Бюро перепису населення США в 2010 році переписна місцевість мала площу 3,64 км², з яких 2,73 км² — суходіл та 0,91 км² — водойми.

## Демографія
Згідно з переписом 2010 року, у переписній місцевості мешкали 372 особи в 181 домогосподарстві у складі 122 родин. Густота населення становила 102 особи/км².  Було 475 помешкань (131/км²).
Расовий склад населення:
| - 97,3 % — білих - 1,3 % — азіатів - 0,8 % — корінних американців |

До двох чи більше рас належало 0,5 %. Частка іспаномовних становила 0,3 % від усіх жителів.
За віковим діапазоном населення розподілялося таким чином: 10,8 % — особи молодші 18 років, 53,4 % — особи у віці 18—64 років, 35,8 % — особи у віці 65 років та старші. Медіана віку мешканця становила 58,0 року. На 100 осіб жіночої статі у переписній місцевості припадало 122,8 чоловіків;  на 100 жінок у віці від 18 років та старших — 112,8 чоловіків також старших 18 років.
Середній дохід на одне домашнє господарство  становив 80 991 долар США (медіана — 57 361), а середній дохід на одну сім'ю — 90 341 долар (медіана — 42 344). 
Цивільне працевлаштоване населення становило 132 особи. Основні галузі зайнятості: будівництво — 19,7 %, освіта, охорона здоров'я та соціальна допомога — 16,7 %, мистецтво, розваги та відпочинок — 14,4 %, науковці, спеціалісти, менеджери — 12,9 %.